# St. Peter (Horb-Dettingen)

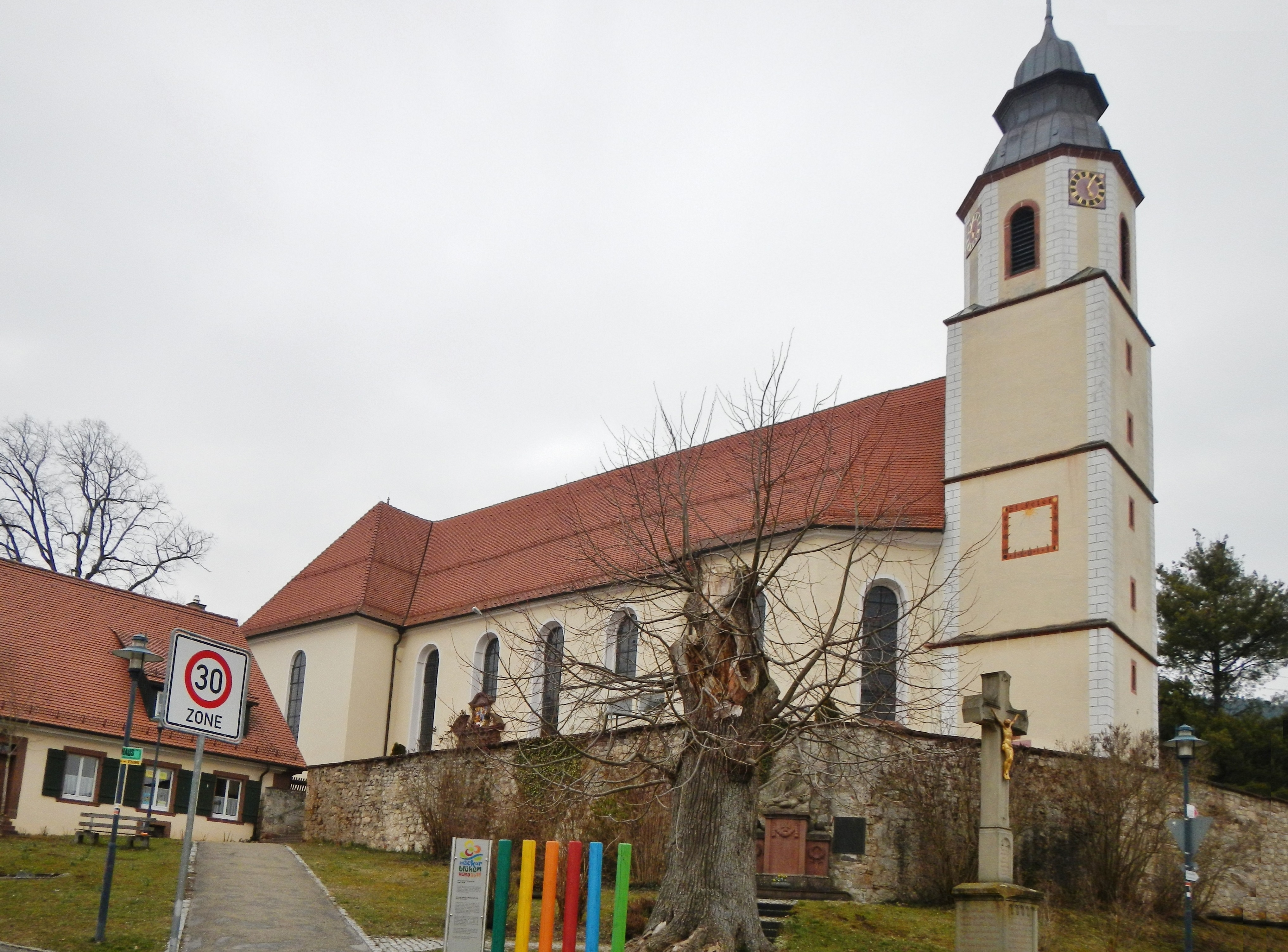
St. Peter in Dettingen

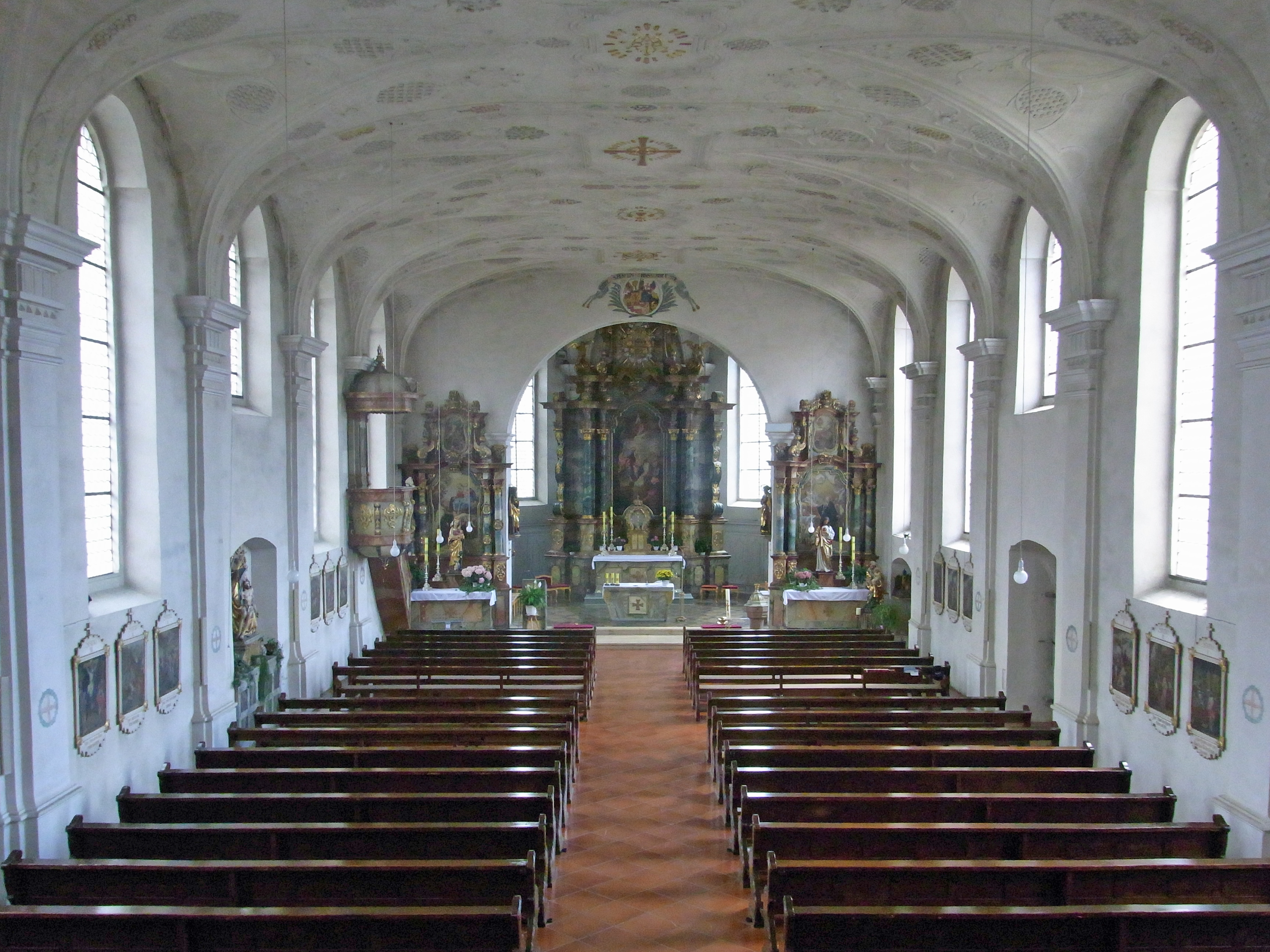
Innenansicht

Die römisch-katholische Pfarrkirche St. Peter ist ein geschütztes Kulturdenkmal nach dem Denkmalschutzgesetz. Sie steht in Dettingen, einem Ortsteil der Stadt Horb am Neckar im Landkreis Freudenstadt in Baden-Württemberg. Die Kirchengemeinde gehört zum Dekanat Zollern im Erzbistum Freiburg.

## Beschreibung
Horb gehörte im 18. Jahrhundert zum Territorium der Fürstabtei Muri. Daran erinnert das Wappen des Abtes Gerold Haimb über einem Seitenportal sowie am Chorbogen. Über letzterem ist ein Schriftband mit dem Chronogramm „GEROLDVS PRINCEPS MVRENSIS LIBERE EXSTRVXIT“ – „Fürst[abt] Gerold von Muri erbaute [dies] aus freien Stücken“ (1739).
Die Saalkirche wurde über den Grundmauern des wegen Baufälligkeit abgerissenen Vorgängerbaus errichtet. Sie besteht aus einem Langhaus, einem eingezogenen, dreiseitig geschlossenen Chor im Osten und einem 1765 angebauten Kirchturm an dessen Ostwand. Das oberste Geschoss des Kirchturms beherbergt die Turmuhr und den Glockenstuhl, in dem vier Kirchenglocken hängen. 
Zur Kirchenausstattung gehören ein um 1740 gebauter, von Säulen flankierter Hochaltar mit Altarretabel von Franz Joseph Spiegler: Christus übergibt Petrus die Schlüssel des Himmelreichs; außerdem eine hölzerne Kanzel und ein steinernes Taufbecken.